# Колорадо
Вижте пояснителната страница за други значения на Колорадо.
Колорадо (на английски: Colorado) е щат в Съединените американски щати със столица гр. Денвър. Заема по-голямата част от южните Скалисти планини, както и северозападната част на Колорадското плато и западните краища на Големите равнини. Счита се за част от Западните американски щати, Югозападните американски щати и Планинските щати. Той е осми по територия и 22-ри по население в 50-те американски щати. По изчисление на Американското бюро за преброяване на населението, населението на щата е 5 187 582 души на 1 юли 2012 г., което е увеличение от 3,15% в сравнение с данните от Преброяването от 2010 г.
Щатът носи името на река Колорадо, която е наречена от испанските изследователи Рио Колорадо („Червена река“) заради червените наноси, носени от планината. На 1 август 1876 г. американският президент Юлисис Грант подписва декларация, по силата на която Колорадо е приет като 38-ия пореден член на Съюза. Щатът е наречен Стогодишния щат, тъй като става щат-член сто години след Декларацията за независимост на САЩ.
Границите на Колорадо са следните: Уайоминг на север, Небраска и Канзас на североизток и изток, Ню Мексико и Оклахома на юг, Юта на запад и Аризона на югозапад. Мястото, където се срещат границите на Колорадо, Ню Мексико, Юта и Аризона, се нарича Четирите ъгъла; това е сърцето на Американския Югозапад. Колорадо е известен със своите живописни планини, горски местности, високи равнини, каньони, плата, реки и пустини.
Административният център, както и най-населеният град в Колорадо, е Денвър. Жителите на щата са известни като колорадци (Coloradans), въпреки че архаизмът колорадийци (Coloradoan) също се използва.

## География
Колорадо е с обща площ от 269 758 km², от които 268 771 km² са суша и 987 km² (0,37%) вода. Има население от 4 939 456 души (2008).
Реки:
- Арканзас
- Колорадо

Градове:
- Арведа
- Аурора
- Боулдър
- Гранд Лейк
- Голдън
- Денвър
- Енгълуд
- Колорадо Спрингс
- Ла Хунта
- Лафайет
- Лейкуд
- Литълтън
- Лъвленд
- Лонгмънт
- Паркър
- Пуебло
- Сентениал
- Уестминстър
- Уийт Ридж
- Форт Колинс
- Хольок

Други населени места:
- Бейли

## Окръзи
Колорадо се състои от 64 окръга. 2 окръга – Брумфийлд и Денвър, съвпадат с градовете със същите имена и се считат за едни и същи административни единици (вижте град-окръг). Окръзите са:
- Адамс
- Аламоза
- Арапахо
- Арчулета
- Бака
- Бент
- Боулдър
- Брумфийлд
- Гарфийлд
- Гилпин
- Гранд
- Гънисън
- Делта
- Денвър
- Джаксън
- Джеферсън
- Долорес
- Дъглас
- Елбърт
- Ел Пасо
- Игъл
- Кайоуа
- Кит Карсън
- Клиър Крийк
- Конехос
- Костия
- Краули
- Къстър
- Ларимър
- Лас Анимас
- Ла Плата
- Лейк
- Линкълн
- Логан
- Монтесума
- Мейса
- Минерал
- Монтроуз
- Морган
- Мофат
- Отеро
- Парк
- Питкин
- Прауърс
- Пуебло
- Раут
- Рио Бланко
- Рио Гранде
- Сан Мигел
- Сан Хуан
- Седжуик
- Съмит
- Сагуач
- Телър
- Уелд
- Уерфано
- Уошингтън
- Филипс
- Фримонт
- Хинсдейл
- Чафи
- Шайен
- Юма
- Юрей